# Diocesi di Eurea di Fenicia
La diocesi di Eurea di Fenicia (in latino Dioecesis Euroeensis in Phoenicia) è una sede soppressa del patriarcato di Antiochia e una sede titolare della Chiesa cattolica.

## Storia
Eurea di Fenicia, identificabile con Hawârin nel distretto di Homs in Siria, è un'antica sede vescovile della provincia romana di Fenicia Seconda nella diocesi civile d'Oriente. Faceva parte del patriarcato di Antiochia ed era suffraganea dell'arcidiocesi di Damasco, come attestato da una Notitia episcopatuum del VI secolo.
Secondo quanto scrive Michel Le Quien, unico vescovo noto di questa sede è Tommaso, che prese parte al concilio di Calcedonia del 451 e che nel 458 sottoscrisse la lettera dei vescovi della Fenicia Seconda all'imperatore Leone in seguito all'uccisione del patriarca alessandrino Proterio.
Potrebbe essere assegnato a questa diocesi il vescovo monofisita Giovanni, indicato come vescovo dei monaci arabi di Hawârin, e che fu cacciato dalla sua sede all'avvento al trono dell'imperatore Giustino I nel 518.
Dal XVIII secolo Eurea di Fenicia è annoverata tra le sedi vescovili titolari della Chiesa cattolica; la sede è vacante dal 14 gennaio 1976. Fino al 1933 la sede era conosciuta come diocesi di Evaria, in latino Evariensis.

## Cronotassi

### Vescovi greci
- Tommaso † (prima del 451 - dopo il 458)
  - Giovanni ? † (? - 518 espulso) (vescovo monofisita)

### Vescovi titolari
- Hernando Eusebio Oscot y Colombres, O.P. † (1º ottobre 1737 - 28 novembre 1743 deceduto)
- Franciszek Kazimierz Dowgiałło Zawisza † (13 aprile 1744 - prima del 2 giugno 1766 deceduto)
- Antoni Onufry Urbański † (11 settembre 1769 - prima del 28 marzo 1770 deceduto)
- Józef Ignacy Tadeusz Rybiński † (28 febbraio 1774 - 23 giugno 1777 nominato vescovo di Włocławek)
- Antoni Tadeusz Norbert Narzymski † (20 luglio 1778 - 10 dicembre 1799 deceduto)
- Nikolaus Rauscher † (16 marzo 1808 - 1815 deceduto)
- Johann Baptist Judas Thaddeus von Keller † (22 luglio 1816 - 28 gennaio 1828 nominato vescovo di Rottenburg)
- José Joaquín Isaza Ruiz † (22 novembre 1869 - 29 marzo 1873 succeduto vescovo di Medellín)
- Paul Goethals, S.I. † (3 dicembre 1877 - 3 febbraio 1878 nominato arcivescovo titolare di Gerapoli di Frigia)
- Jean-Pierre Boyer † (15 luglio 1878 - 24 dicembre 1879 succeduto vescovo di Clermont)
- Raffaele Mezzetti † (20 agosto 1880 - 1881 deceduto)
- Thomas Raymond Hyland, O.P. † (10 marzo 1882 - 9 ottobre 1884 deceduto)
- Johann Zobl † (27 marzo 1885 - 13 settembre 1907 deceduto)
- Jan Feliks Cieplak † (12 luglio 1908 - 28 marzo 1919 nominato arcivescovo titolare di Acrida)
- Antonio Maria Capettini, P.I.M.E. † (7 aprile 1919 - 6 luglio 1958 deceduto)
- Edoardo Piana Agostinetti † (21 luglio 1958 - 14 gennaio 1976 deceduto)